# Дуймович, Томислав
То́мислав Ду́ймович (хорв. Tomislav Dujmović; род. 26 февраля 1981, Загреб) — хорватский футболист, полузащитник.

## Карьера

### Клубная
Выступал за хорватские клубы: «Сава», «Хрватски Драговоляц», «Интер-Запрешич», «Меджимурье». Провёл 4 матча за юношескую сборную Хорватии.
С 2006 года выступает в Премьер-лиге России, играл за пермский «Амкар». В Перми он вскоре стал игроком основы, составив дуэт в центре поля с Николой Дринчичем. В конце 2008 года не стал продлевать контракт с «Амкаром» и перешёл в «Локомотив».
16 августа 2010 года игрок прошёл медосмотр в «Динамо», после чего было объявлено о его переходе в стан «бело-голубых». Сумма трансфера составила 3 млн евро. Контракт был подписан на три года. В «Динамо» Дуймович не смог стать игроком основного состава. С июля 2011 года до завершения зимней части чемпионата Дуймович провел на поле лишь 7 минут. Игрок знал, что тренер «Динамо» Сергей Силкин не рассчитывает на него, и имел возможность на правах аренды вернуться в «Амкар», где начинал свою российскую карьеру. Однако в «Амкаре» Дуймович получал бы намного меньше денег, чем в «Динамо». Футболист принял решение остаться в московском клубе. 13 января 2012 года было официально объявлено, что Дуймович переходит на правах аренды на полгода в испанскую «Сарагосу». 9 июля 2012 года на правах аренды перешёл в «Мордовию», где будет выступать до мая 2013 года. После окончания сезона «Динамо» объявило, что контракт с Дуймовичем продлен не будет и он покинет клуб в качестве свободного агента.
Летом 2015 года завершил карьеру игрока.

### В сборной
2 ноября 2009 года получил первый вызов в сборную Хорватии на товарищеский матч против Лихтенштейна.
| Матчи и голы Дуймовича за сборную Хорватии | Матчи и голы Дуймовича за сборную Хорватии | Матчи и голы Дуймовича за сборную Хорватии | Матчи и голы Дуймовича за сборную Хорватии | Матчи и голы Дуймовича за сборную Хорватии | Матчи и голы Дуймовича за сборную Хорватии | Матчи и голы Дуймовича за сборную Хорватии |
| ------------------------------------------ | ------------------------------------------ | ------------------------------------------ | ------------------------------------------ | ------------------------------------------ | ------------------------------------------ | ------------------------------------------ |
| №                                          | Дата                                       | Оппонент                                   | Счёт                                       | Голы Дуймовича                             | Соревнование                               |                                            |
| 1                                          | 14 ноября 2009                             | Лихтенштейн                                | 5:0                                        | −                                          | Товарищеский матч                          |                                            |
| 2                                          | 3 марта 2010                               | Бельгия                                    | 1:0                                        | −                                          | Товарищеский матч                          |                                            |
| 3                                          | 19 мая 2010                                | Австрия                                    | 1:0                                        | −                                          | Товарищеский матч                          |                                            |
| 4                                          | 23 мая 2010                                | Уэльс                                      | 2:0                                        | −                                          | Товарищеский матч                          |                                            |
| 5                                          | 26 мая 2010                                | Эстония                                    | 0:0                                        | −                                          | Товарищеский матч                          |                                            |
| 6                                          | 11 августа 2010                            | Словакия                                   | 1:1                                        | −                                          | Товарищеский матч                          |                                            |
| 7                                          | 12 октября 2010                            | Норвегия                                   | 2:1                                        | −                                          | Товарищеский матч                          |                                            |
| 8                                          | 17 ноября 2010                             | Мальта                                     | 3:0                                        | −                                          | Отборочные матчи ЧЕ-2012                   |                                            |
| 9                                          | 9 февраля 2011                             | Чехия                                      | 4:2                                        | −                                          | Товарищеский матч                          |                                            |
| 10                                         | 26 марта 2011                              | Грузия                                     | 0:1                                        | −                                          | Отборочные матчи ЧЕ-2012                   |                                            |
| 11                                         | 3 июня 2011                                | Грузия                                     | 2:1                                        | −                                          | Отборочные матчи ЧЕ-2012                   |                                            |
| 12                                         | 10 августа 2011                            | Ирландия                                   | 0:0                                        | −                                          | Товарищеский матч                          |                                            |
| 13                                         | 2 сентября 2011                            | Мальта                                     | 3:1                                        | −                                          | Отборочные матчи ЧЕ-2012                   |                                            |
| 14                                         | 6 сентября 2011                            | Израиль                                    | 3:1                                        | −                                          | Отборочные матчи ЧЕ-2012                   |                                            |
| 15                                         | 11 ноября 2011                             | Турция                                     | 3:0                                        | −                                          | Отборочные матчи ЧЕ-2012                   |                                            |
| 16                                         | 29 февраля 2012                            | Швеция                                     | 1:3                                        | −                                          | Товарищеский матч                          |                                            |
| 17                                         | 25 мая 2012                                | Эстония                                    | 3:1                                        | −                                          | Товарищеский матч                          |                                            |
| 18                                         | 2 июня 2012                                | Норвегия                                   | 1:1                                        | −                                          | Товарищеский матч                          |                                            |
| 19                                         | 10 июня 2012                               | Ирландия                                   | 3:1                                        | −                                          | Финальные матчи ЧЕ-2012                    |                                            |